# Vufflens-le-Château
Vufflens-le-Château je obec na jihozápadě Švýcarska, v okrese Morges v kantonu Vaud. Žije zde 885 obyvatel.

## Geografie
Vufflens-le-Château leží v nadmořské výšce 473 m, vzdušnou čarou 2,5 km severozápadně od okresního města Morges. Obec se rozkládá na okraji náhorní plošiny západně od údolí řeky Morges ve střední části kantonu Vaud, v panoramatické poloze asi 100 metrů nad hladinou Ženevského jezera.
Území obce o rozloze 2,1 km² pokrývá část Vaudské náhorní plošiny. Většinu území obce zabírá náhorní plošina Vufflens; nejvyšší bod je 515 metrů nad mořem v La Pale. Severní hranici tvoří potok Curbit, který se vlévá do řeky Morges. Na severovýchodě a východě vede hranice podél meandrujícího toku řeky Morges, která protéká zalesněným údolím hlubokým asi 50 až 70 metrů. Na jihu se oblast táhne až k terase Chigny před náhorní plošinou Vufflens. V roce 1997 bylo 16 % území obce pokryto zastavěnou plochou, 13 % lesy a lesními porosty, 70 % zemědělstvím a o něco méně než 1 % neproduktivní půdou.
Ve Vufflens-le-Château se nacházejí rozsáhlé nové čtvrti rodinných domů. Sousedními obcemi jsou Vaux-sur-Morges, Echichens, Morges, Chigny, Lully, Denens a Hautemorges.

## Historie

Letecký pohled (1949)

První písemná zmínka o obci pochází z roku 1011 a nese název Wuolflinges. Později se objevila řada dalších názvů: Wulflens (1096), Wuoflens (1108), Volflens a Vorflens (1142), Wuolflens (1175), Woflens, Wulflens castrum (1228), Wfleins (1238) a Wfleyns (1282). Místní jméno pochází z burgundského osobního jména Wulfilo a znamená u „lidí z rodu Wulfilo“.
Vesnice byla ve středověku sídlem pánů z Vufflens a v roce 1235 připadla jako léno pánům z Cossonay. Po dobytí Vaudu Bernem v roce 1536 přešlo Vufflens-le-Château pod správu panství Morges. Po pádu Staré konfederace patřila obec v letech 1798–1803 v období helvétského soustátí ke kantonu Léman, který byl poté po vstupu v platnost Ústavy o zprostředkování sloučen s kantonem Vaud. V roce 1798 byla obec přiřazena k okresu Morges.

## Obyvatelstvo
| Rok            | 1850 | 1900 | 1910 | 1930 | 1950 | 1960 | 1970 | 1980 | 1990 | 2000 |
| Počet obyvatel | 247  | 242  | 225  | 199  | 219  | 182  | 233  | 421  | 528  | 631  |

Z celkového počtu obyvatel je 84,8 % francouzsky mluvících, 6,7 % německy mluvících a 4,0 % anglicky mluvících (stav v roce 2000). V roce 1900 žilo ve Vufflens-le-Château celkem 242 obyvatel. Poté, co se počet obyvatel do roku 1960 snížil na 182, došlo opět k rychlému nárůstu počtu obyvatel; během 40 let se počet obyvatel zčtyřnásobil.

## Hospodářství

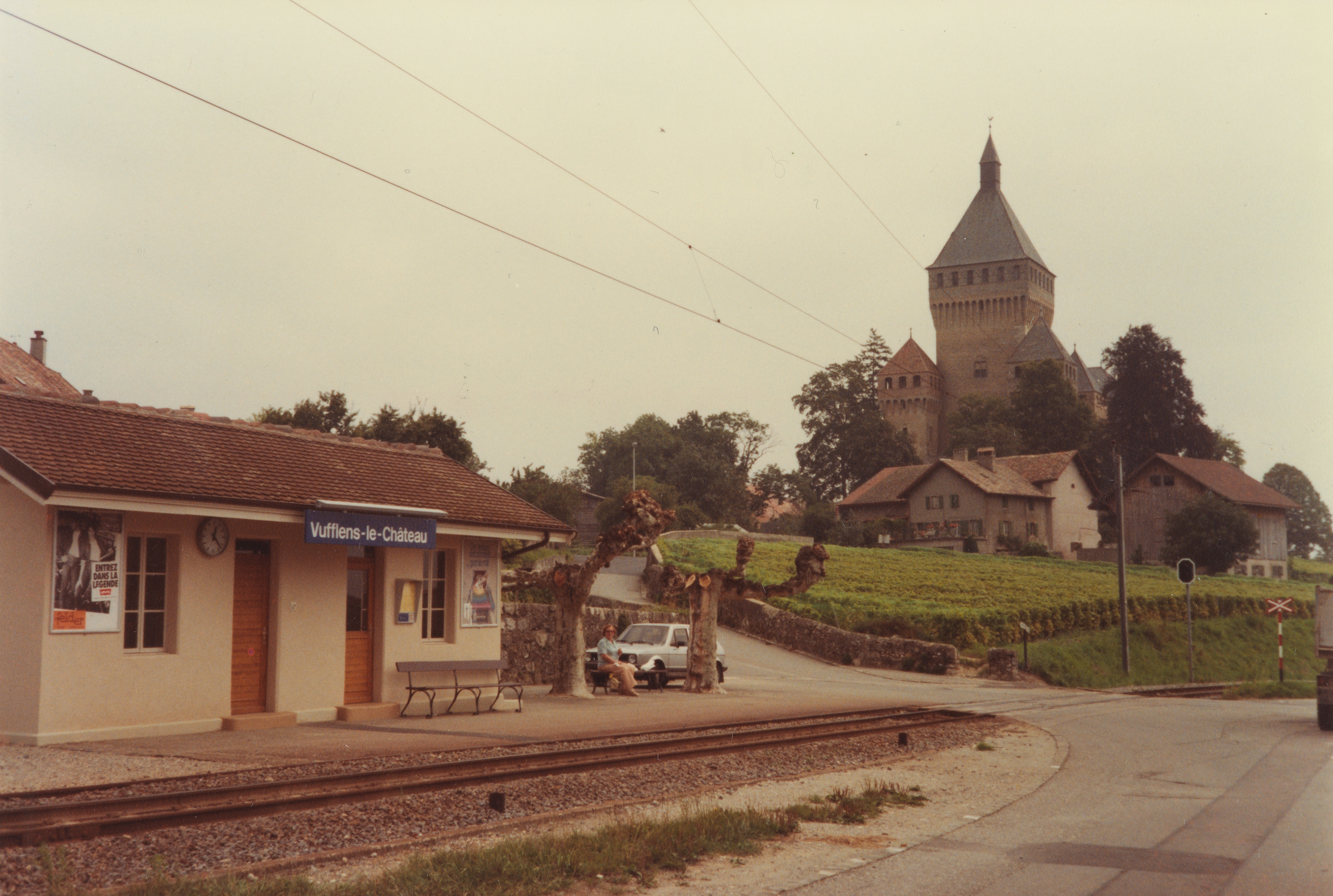
Železniční zastávka a zámek

Až do druhé poloviny 20. století byla obec Vufflens-le-Château převážně zemědělskou obcí. I dnes hraje zemědělství a vinařství důležitou roli v obživě obyvatel. Na svazích pod obcí se nachází rozsáhlá vinařská oblast. Další pracovní příležitosti jsou v místních malých podnicích a v odvětví služeb informačních technologií. V posledních desetiletích se obec díky své atraktivní poloze rozvinula v rezidenční obec. Mnoho pracujících dojíždí za prací především do Morges a Lausanne.

## Doprava
Přestože se obec nachází mimo hlavní dopravní tepny, má dobré dopravní spojení. Leží na kantonální silnici z Morges do Bussy. Dálniční křižovatka Morges-Ouest na dálnici A1 (Ženeva–Lausanne), která byla otevřena v roce 1964, je od obce vzdálena asi 3 km. Úzkorozchodná železnice Bière – Apples – Morges se stanicí ve Vufflens-le-Château byla uvedena do provozu 1. července 1895.

## Pamětihodnosti
Dominantou obce je impozantní zámek Vufflens. Cihlová stavba inspirovaná piemontskými hradními budovami byla postavena v letech 1420–1430 na základech středověkého hradu šlechtickým rodem Colombier a patří k nejvýznamnějším hradním stavbám v západním Švýcarsku. Nejvýraznější stavbou je 60 metrů vysoký čtvercový donjon. Ten je obklopen čtyřmi nižšími věžemi, které jsou spojeny cimbuřím s machorky. Od přilehlé obytné budovy na východě je tvrz oddělena vnitřním nádvořím. Ten je rovněž lemován čtyřmi kruhovými nárožními věžemi a má šikmý nosový věnec. Zámek, který byl obnoven v roce 1860, je v soukromém vlastnictví a není přístupný veřejnosti.

## Osobnosti
- Michael Schumacher (* 1969), pilot Formule 1, v obci žil v letech 1996–2008
- Mick Schumacher (* 1999), pilot Formule 1, v obci se narodil a žil v letech 1999–2008